# Koutalisaurus
Koutalisaurus is een geslacht van dinosauriërs behorend tot de groep van de Hadrosauridae dat tijdens het Late Krijt leefde in het huidige Spanje.
De typesoort Koutalisaurus kohlerorum is in 2006 beschreven door Alberto Prieto-Marquéz. De geslachtsnaam, "lepelreptiel", verwijst naar de vorm van de onderkaak. De soortaanduiding eert Terry en Mary Kohler. Het holotype, IPS SRA 27 uit het Maastrichtien, bestaat enkel uit die onderkaak. Het was in 1999, na een vondst bij Abella de la Conca, verwezen naar Pararhabdodon, maar bij nader inzien bleek die verwijzing volgens de beschrijvers niet ondersteund door de eigenschappen van het fossiel. Daarbij was het op 750 meter afstand gevonden van de belangrijkste vindplaats van Pararhabdodon.
De kaak is van een gemiddelde grootte maar ongewoon van vorm: hij is erg langgerekt en zou een soort lepelachtige snuit moeten hebben opgeleverd omdat hij van voren scherp naar beneden en binnen buigt.
De precieze verwantschap van Koutalisaurus is nog onduidelijk, gezien de magere resten.
In 2009 herzag Prieto-Marquéz zijn opvatting en stelde dat Koutalisaurus toch een jonger synoniem was van Pararhabdodon isonensis, welke soort tot de Lambeosaurinae zou behoren.